# Inventare il futuro. Per un mondo senza lavoro
Inventare il futuro. Per un mondo senza lavoro è un libro scritto da Nick Srnicek e Alex Williams, pubblicato da Verso Books nel 2015. È uno dei testi più importanti dell'accelerazionismo di sinistra.

## Contenuto
Nei primi due capitoli viene mossa una critica al pensiero politico  della Sinistra occidentale, contraddistinto, almeno per quanto riguarda la sua forma prevalente dagli anni '60 ad oggi, da quelle che gli autori chiamano "folk politics" (una cui traduzione potrebbe essere "politiche dal basso"). Enfatizzando l'immediatezza temporale, spaziale e concettuale, le folk politics tendono a privilegiare una reazione al cambiamento attraverso proteste e forme di resistenza piuttosto che teorizzare e immaginare strategie e obiettivi a lungo termine. Esse preferiscono l'immediato e il tangibile all'astratto, il coinvolgimento personale alle risposte delle istituzioni, le singole istanze alle strategie complesse, un'organizzazione orizzontale ad un'organizzazione verticale, l'azione locale all'azione su larga scala. Seppur constatando che questi approcci siano importanti e a volte siano risultati efficaci, gli autori li considerano insufficienti ad affrontare il capitalismo globale e il neoliberismo.
Nel terzo capitolo vengono analizzati i motivi che hanno portato il neoliberismo a sopraffare la sinistra e a ottenere l'egemonia culturale: una strategia a lungo termine, che trae le sue origini dal colloquio Walter Lippmann e dalla Mont Pelerin Society, lo sviluppo di reti di think-tank e l'inserimento delle idee e dei concetti chiave del pensiero neoliberista nei media. Questa strategia ha dato la possibilità agli economisti neoliberisti di avere, al momento della crisi energetica del 1973 e del collasso del sistema di Bretton Woods, già pronto un sistema di pensiero maturo e consolidato su cui i leader mondiali avrebbero potuto fare affidamento. Secondo Srnicek e Williams la Sinistra dovrebbe adottare strategie analoghe. Nel capitolo 4 essi sostengono che la Sinistra dovrebbe riappropriarsi del concetto di modernità, fornendone una visione positiva, e dovrebbe abbracciare l'idea di smantellare le gerarchie di razza e genere e al contempo promuovere i concetti di universalismo morale e di libertà positiva.
Nel capitolo 5, "Il futuro non sta funzionando", si affronta l'incapacità e la mancanza di volontà del capitalismo attuale di dare un'occupazione a tutti i membri della società: cresce sempre di più la fetta di popolazione esclusa dal mondo del lavoro, che riesce a sopravvivere soltanto grazie a minimi sussidi statali, lavori occasionali o lavori in nero. Il capitolo 6 rivolge lo sguardo alla prospettiva di un mondo in cui la maggior parte dei beni possono venir prodotti in abbondanza e con minimo sforzo umano (la cosiddetta economia post-scarsità), e viene sostenuto che una 'Mont Pelerin della Sinistra’ debba concentrarsi su quattro temi principali:
1. Piena automazione dei settori in cui è possibile fare a meno del lavoro umano.
2. Riduzione della settimana lavorativa, ridistribuzione più equa del lavoro non automatizzato.
3. Erogazione di un reddito di base.
4. Critica all'etica del lavoro.[2]

Srnicek e Williams sostengono sia necessario alzare il costo del lavoro al fine di incentivare investimenti, privati ma soprattutto pubblici, in tecnologie che non richiedano lavoro umano. Nel settimo capitolo la Sinistra viene spronata a impegnarsi a creare un nuovo status egemonico per queste idee, edificando sulla capacità produttiva del capitalismo, riproponendone le strutture positive, investendo nella ricerca accademica e nella modellizzazione di politiche innovative che sappiano affrontare i rapidi mutamenti del sistema senza venirne travolti.
Nell'ultimo capitolo si suggerisce che politiche di stampo anti-lavorista o post-lavorista, prevedendo una società futura in cui le persone lavorano significativamente meno di oggi, risulterebbero appetibili ad un ampio e variegato pubblico, fornendo le basi per un movimento populista. In questo capitolo si abbozza il modo in cui questo movimento va sviluppato per diffondere le proprie proposte politiche post-lavoriste nei mezzi di comunicazione di massa, nella vita intellettuale, nei sindacati e nei partiti politici, e come si possano innovare strumenti di pressione politica e di azione diretta in un sistema globalizzato in cui il potere delle organizzazioni dei lavoratori è stato notevolmente ridotto (ad esempio gli scioperi perdono efficacia nel momento in cui un'azienda può delocalizzare e licenziare i propri dipendenti a basso costo). Viene poi sottolineata l'importanza di far convergere all'interno del movimento tanto le organizzazioni orizzontali e locali (le cui folk politics risultano insufficienti se isolate, ma vengono valorizzate se incluse in una strategia di lungo termine), tanto quanto organizzazioni strutturate come partiti e sindacati.